# フィデアカード
フィデアカード株式会社（英:Fidea Card Co.,Ltd.）は、秋田県秋田市に本社を置く、フィデアホールディングスの系列の信用保証業・クレジットカード会社。

## 概要
荘内銀行系列企業であった荘銀カードが北都銀行系の北都カードサービスを吸収合併し発足した。合併に伴い旧本社は山形営業部、旧山形支店は山形営業所となり、旧北都カードサービス本社社屋に本社・秋田営業部が設置された。鶴岡市にあった荘銀カードの保証審査部は、引き続き同一地で存続し、北都銀行関連のローン審査も手掛けることになった。
荘銀カードと北都カードサービスの業務を引き継ぎ、UCカードのブラザーズカンパニーになるほか、ジェーシービー・三菱UFJニコスのフランチャイジーを継承した。
また、2012年（平成24年）6月15日、北都UFJカードの取り扱いを終了した。これに先立ち、同年5月に有効期限が到来するカードについては期限を以って使用を停止した。
合併当初は前身企業を引き継ぎ、UCが本社・山形営業部の双方、DCが本社、JCBが山形営業部の担当であったが、その後、山形営業部はクレジットカードの担当はJCBのみとなっており、現在はUCは本社が旧両社担当分のいずれも担当になっている。また、荘銀カードから継承していた信用保証部門は、鶴岡市の山形営業部所在地とは別途設置（保証審査部は、北都銀行や荘内銀行が手がける銀行ローンの審査の一部を担当する）されている。
その後、2016年3月、山形営業部は保証審査部の位置に移転となった。

## 沿革
- 2012年（平成24年）
  - 4月1日 - 荘銀カード株式会社が株式会社北都カードサービスを吸収合併し、フィデアカード株式会社に改称。
  - 6月15日 - 北都UFJカードの取扱を終了。
- 2016年（平成28年）
  - 3月22日 - 山形営業部を鶴岡市本町一丁目9番18号（合併前の本社位置）から同3番43号（当社の保証審査部の位置）に移転。
  - 6月30日 - 株式交換によりフィデアホールディングスの完全子会社となる[3]。